# Syndactyla
A Syndactyla a madarak (Aves) osztályának verébalakúak (Passeriformes) rendjébe és a fazekasmadár-félék (Furnariidae) családjába tartozó nem.

## Rendszerezésük
A nemet Heinrich Gottlieb Ludwig Reichenbach német botanikus és ornitológus írta le 1853-ban, jelenleg az alábbi 7 vagy 8 faj tartozik ide:
- Syndactyla rufosuperciliata
- Syndactyla dimidiata
- Syndactyla roraimae[1] vagy Automolus roraimae[2]
- Syndactyla subalaris
- Syndactyla ruficollis
- Syndactyla guttulata
- Syndactyla ucayalae
- Syndactyla striata